# محوطه چاه جلال ۱
محوطه چاه جلال ۱ مربوط به دوره اشکانیان - سده‌های میانه دوران‌های تاریخی پس از اسلام است و در شهرستان ایرانشهر، بخش بمپور، دهستان بمپور شرقی، ۱ کیلومتری شرق روستای فیروزآباد واقع شده و این اثر در تاریخ ۳۰ بهمن ۱۳۸۶ با شمارهٔ ثبت ۲۱۱۵۹ به‌عنوان یکی از آثار ملی ایران به ثبت رسیده است.